# مهندسی رودخانه

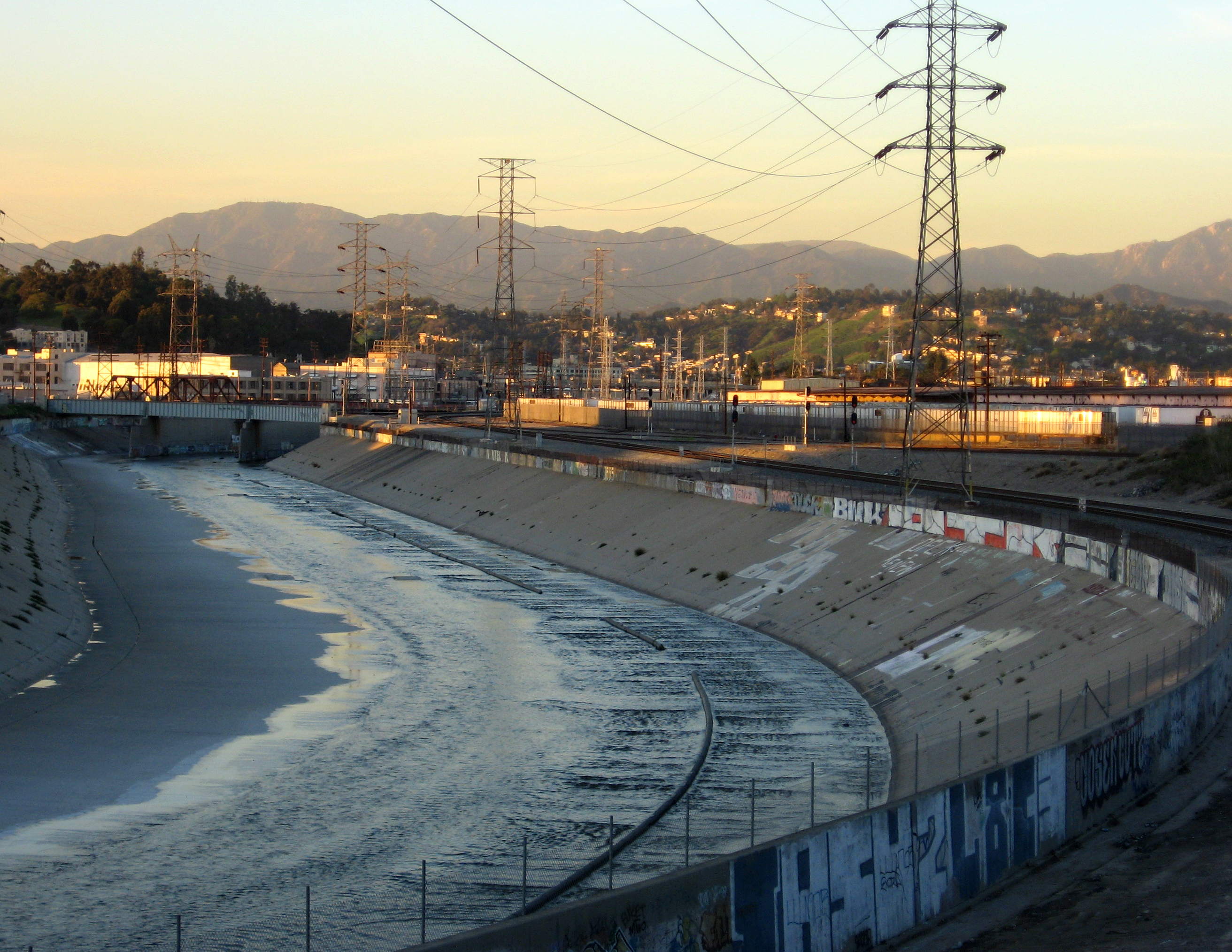
رود لس آنجلس با دیواره‌های بتنی کانالیزه شده است.

مهندسی رودخانه (انگلیسی: River engineering) یکی از گرایش‌های مهندسی عمران است که به مطالعه و شناسایی هرچه عمیق‌تر مسائل فرسایش و رسوب در رودخانه، کنترل سیلاب و سامان دهی رودخانه می‌پردازد. این رشته علمی در مورد کلیه مراحل مطالعه و برنامه‌ریزی، طراحی، اجرا و بهره‌برداری جهت بهبود یا تغییر وضعیت موجود یک رودخانه به منظور برآورد نیازهای عمرانی بحث می‌کند. همه رودخانه‌ها در معرض تغییر و تحول قرار دارند و کارهای مهندسی رودخانه در راستای بررسی تغییر بده، مطالعه بده رسوبی، مسیر رودخانه، عمق آبراهه، پهنه سیل‌گیر و کیفیت آب مورد نیاز است. روش‌های معمول در راه رسیدن به این اهداف استفاده از سازه‌های مختلف به تنهایی یا ترکیبی از آن‌ها مثل سد، سیل‌بند خاکی یا بتنی، پوشش بدنه، آب‌شکن یا به‌کار گرفتن راه‌حل‌های قدیمی مثل لایروبی می‌باشد. از جمله مباحث مهم در مهندسی رودخانه شناخت شکل رودخانه (مرفولوژی)، تثبیت، سواحل و بستر رودخانه، کانالیزه کردن و کنترل سیلاب است.

## اهداف
هدف مهندسی رودخانه حفاظت رودخانه‌ها در مقابل تعرض به حریم و بستر آنها، کاهش خسارات سیلاب، بهبود وضع زندگی ساکنان حاشیه رودخانه‌ها و هدایت پتانسیل‌های موجود در منطقه به سوی توسعه پایدار است.
به‌طور خلاصه این اهداف را می‌توان به‌صورت زیر برشمرد:
- ساماندهی رودخانه
- مهار سیل
- مهار فرسایش کناره و بستر
- هدایت جریان در یک مسیر مشخص
- کنترل رسوب
- ایجاد شرایط مناسب برای کشتیرانی
- برداشت آب از رودخانه
- استحصال انرژی از جریان رودخانه
- تأمین بهره‌برداری از مصالح رودخانه‌ای
- بهره‌برداری از مصالح رودخانه‌ای
- حفظ کیفیت آب
- آزادسازی و احیای اراضی حاشیه رودخانه
- ایجاد شرایط مناسب برای پرورش صید و آبزیان
- بهبود و حفظ محیط زیست رودخانه‌ای[۳]